# 大莫古尔
大莫古尔是巴西米纳斯吉拉斯州的一个市镇。总面积3889.622平方公里，总人口15100人，人口密度3.9人/平方公里。